# مگس‌های پاتخت
مگس‌های پاتخت (نام علمی: Platypezoidea) نام یک بالاخانواده از فروراسته مگس‌خانگی‌ریختان است.